# Pareumenes samariensis
Pareumenes samariensis är en stekelart som beskrevs av Giordani Soika. Pareumenes samariensis ingår i släktet Pareumenes och familjen Eumenidae. Inga underarter finns listade i Catalogue of Life.